# Kantongerecht Elst
Het kantongerecht Elst was van 1838 tot 1934 een van de kantongerechten in Nederland. Bij de instelling in 1838 was Elst het derde kanton van het arrondissement Nijmegen. Het gerecht kreeg in 1914 een eigen gebouw, ontworpen door W.C. Metzelaar, identiek aan het gerechtsgebouw in Zevenbergen. Het gebouw in Elst is gesloopt.